# سحلية دودية بيضاء الرأس
سحلية دودية بيضاء الرأس (الاسم العلمي: Amphisbaena leucocephala) هي نوع من الزواحف تتبع جنس السحلية الدودية من فصيلة السحالي الدودية.